# Wrestle Kingdom 18
L'édition 2023 de Wrestle Kingdom est un Pay-per-view de catch (lutte professionnelle) produit par la promotion New Japan Pro-Wrestling. L'événement a eu lieu le 4 janvier 2024 au Tokyo Dome à Tokyo, au Japon. Il s'agit de la 18e édition de Wrestle Kingdom.

## Production
Wrestle Kingdom est un Pay-per-view annuel de catch professionnel qui a lieu tous les mois de janvier de chaque année depuis 2007.
Le 5 juillet 2023, la compagnie de catch japonaise annonce que la 18e édition du Pay-per-view aura lieu, comme toutes les éditions précédentes, le 4 janvier 2024 au Tokyo Dome à Tokyo, au Japon.

## Contexte
Les spectacles de la New Japan Pro Wrestling (NJPW) sont constitués de matchs aux résultats prédéterminés par les scénaristes de la compagnie. Ces rencontres sont justifiées par des storylines – une rivalité avec un catcheur, la plupart du temps – ou par des qualifications survenues dans les shows de la NJPW. Tous les catcheurs possèdent une gimmick, c'est-à-dire qu'ils incarnent un personnage gentil (Face) ou méchant (Heel), qui évolue au fil des rencontres. Un événement comme Wrestle Kingdom est donc un événement tournant pour les différentes storylines en cours.

## Tableau des matchs
| Ordre par numéros | Résultat                                                                                               | Stipulation(s) | Temps |
| --- | --- | --- | ----- |
| 1P | Great-O-Khan, Taiji Ishimori, Toru Yano et YOH gagnent                                                 | New Japan Ranbo match Les gagnants s'affronteront dans un 4-Way match pour devenir le champion KOPW intérimaire à New Year Dash. | 32:40 |
| 2 | Catch 2/2 (TJP et Francesco Akira) bat Bullet Club War Dogs (Clark Connors et Drilla Moloney) (c)      | Tag Team match pour les IWGP Junior Heavyweight Tag Team Championship                                                            | 9:38  |
| 3 | Hiroshi Tanahashi bat Zack Sabre Jr (c)                                                                | Match simple pour le NJPW World Television Championship                                                                          | 8:53  |
| 4 | Yuya Uemura bat Yota Tsuji                                                                             | Match simple | 10:57 |
| 5 | House of Torture (Evil et Ren Narita) bat Shota Umino et Kaito Kiyomiya                                | Tag Team match | 7:06  |
| 6 | Tama Tonga bat Shingo Takagi (c)                                                                       | Match simple pour le NEVER Openweight Championship                                                                               | 12:56 |
| 7 | Guerrillas of Destiny (El Phantasmo et Hikuleo) (c) battent Bishamon (Hirooki Goto et Yoshi-Hashi) (c) | Winner Takes All Tag Team match pour les IWGP Tag Team Championship et Strong Openweight Tag Team Championship                   | 8:56  |
| 8 | El Desperado bat Hiromu Takahashi (c)                                                                  | Match simple pour le IWGP Junior Heavyweight Championship                                                                        | 14:19 |
| 9 | David Finlay bat Will Ospreay et Jon Moxley                                                            | 3-Way match Le gagnant deviendra le premier champion Global poids-libre IWGP.                                                    | 22:15 |
| 10 | Kazuchika Okada bat Bryan Danielson                                                                    | Match simple | 23:30 |
| 11 | Tetsuya Naitō bat Sanada (c)                                                                           | Match simple pour le IWGP World Heavyweight Championship                                                                         | 25:43 |
| La lettre C placée entre parenthèses désigne la personne ou l’équipe championne en titre. P – indique que le match a eu lieu lors du pré-show | | |       |